# Dipu Moni

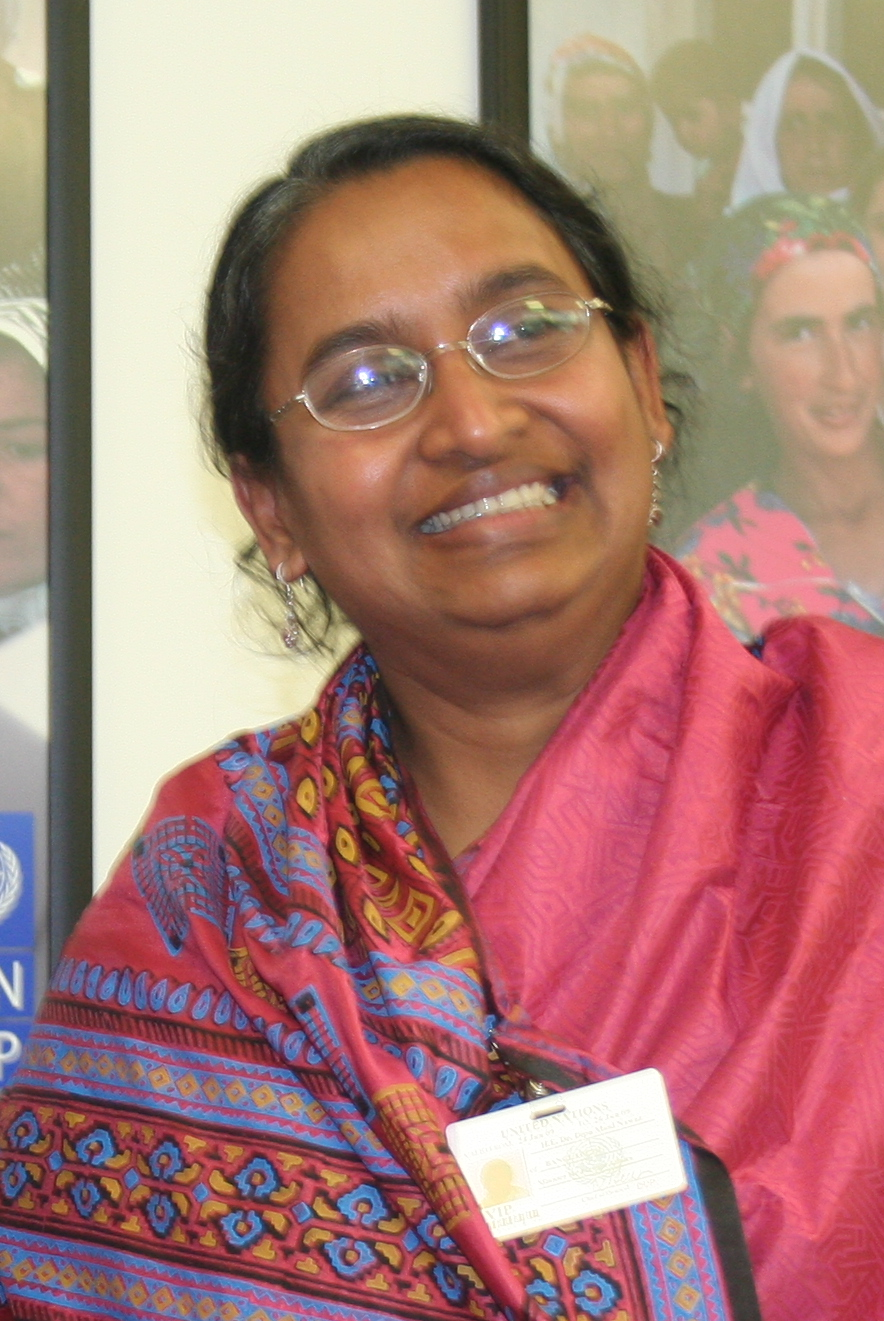
Dipu Moni 2009

Dipu Moni (* 1965 in Dhaka) ist eine Politikerin aus Bangladesch, sie war von 2009 bis 2013 Außenministerin.

## Biografie
Nach der Schulausbildung absolvierte sie Studien am Dhaka Medical College, der ersten Medizinischen Ausbildungsstätte des Landes, das sie mit einem Bachelor of Science abschloss, sowie an der Johns Hopkins University of Public Health, wo sie einen Master in Public Health erwarb. Später studierte sie Rechtswissenschaften an der Nationaluniversität von Bangladesch, das sie mit einem Bachelor of Laws (LL.B.) abschloss, sowie an der University of London und beendete dieses mit einem Master of Laws (LL.M.). Ferner nahm sie an Kursen in Verhandlungsführung und Konfliktlösung an der Johns Hopkins University sowie der Harvard University. Nach ihrer Rückkehr nach Bangladesch erhielt sie die Zulassung als Rechtsanwältin und war an verschiedenen Gerichten tätig.
Dipu Moni ist die Tochter von M. A. Wadud, einem engen Weggefährten von Mujibur Rahman und Huseyn Shaheed Suhrawardy. Wie ihr Vater wurde sie zu einer Führungspersönlichkeit innerhalb der Awami-Liga, der 1949 von Rahman, Suhrawardy und ihrem Vater gegründeten größten historischen Partei des Landes. Sie wurde nicht nur Sekretärin für Frauenangelegenheiten, sondern auch Mitglied des Unterausschusses für Auswärtiges der Partei. Zugleich war sie maßgeblich an den Wahlprogrammen ihrer Partei beteiligt, die dazu führten, dass die Awami-Liga mit Hasina Wajed, der Tochter Rahmans, zwischen 1996 und 2001 die Premierministerin stellte. Sie hatte auch Einfluss darauf, dass die Partei im Oktober 2006 nach mehrjährigem Boykott ihre Parlamentsarbeit wieder aufnahm.
Seit 2006 ist sie Abgeordnete der Nationalversammlung (Jatiya Sangsad) und neben der Vorsitzenden der Awami-Liga, Hasina Wajed, als Generalsekretärin die führende Persönlichkeit der Partei. Nach dem Sieg der Awami-Liga bei den Parlamentswahlen am 30. Dezember 2008 wurde sie von Premierministerin Wajed am 6. Januar 2009 zur Außenministerin berufen.